# Glockenspiel (Štýrský Hradec)
Glockenspiel neboli lidová obdoba orloje (zvonkohry), kde místo apoštolů tančí rakouská hospodyně s hospodářem, je turistická atrakce v rakouské spolkové zemi Štýrsko, resp. jejím hlavním městě Štýrském Hradci (německy Graz). Zvonkohra vznikla mezi lety 1903 až 1905 jako dar městu od výrobce lihovin Gottfrieda Simona Maurera. Rychle se stala oblíbenou atrakcí a náměstí, kde se nachází, se od roku 1908 nazývá Glockenspielplatz.

## Historie
Původní dům vychází ze středověkých staveb. V letech 1649 až 1773 byl majetkem jezuitské koleje. Po zrušení místního jezuitského řádu zde sídlilo v letech 1795 až 1825 policejní ředitelství. V roce 1884 získal dům pan Gottfried Simon Maurer, což byl majitel továrny na lihoviny Eugen von Emperger & Co. Při svých obchodních cestách po Belgii a okolí se nechal inspirovat podobnými zvonkohrami. Rozhodl se tedy o vybudování orloje ve svém sídle. Město schválilo projekt v roce 1903. 24. prosince 1905 byla zvonkohra (orloj) představena poprvé veřejnosti. Stavba se stala v Grazu velmi rychle populární. V únoru 1908 bylo i náměstí, které se původně jmenovalo Fliegenplatz přejmenováno podle orloje na Glockenspielplatz. Pan Maurer daroval roku 1929 orloj městu s tím, aby ho nadále provozovalo.

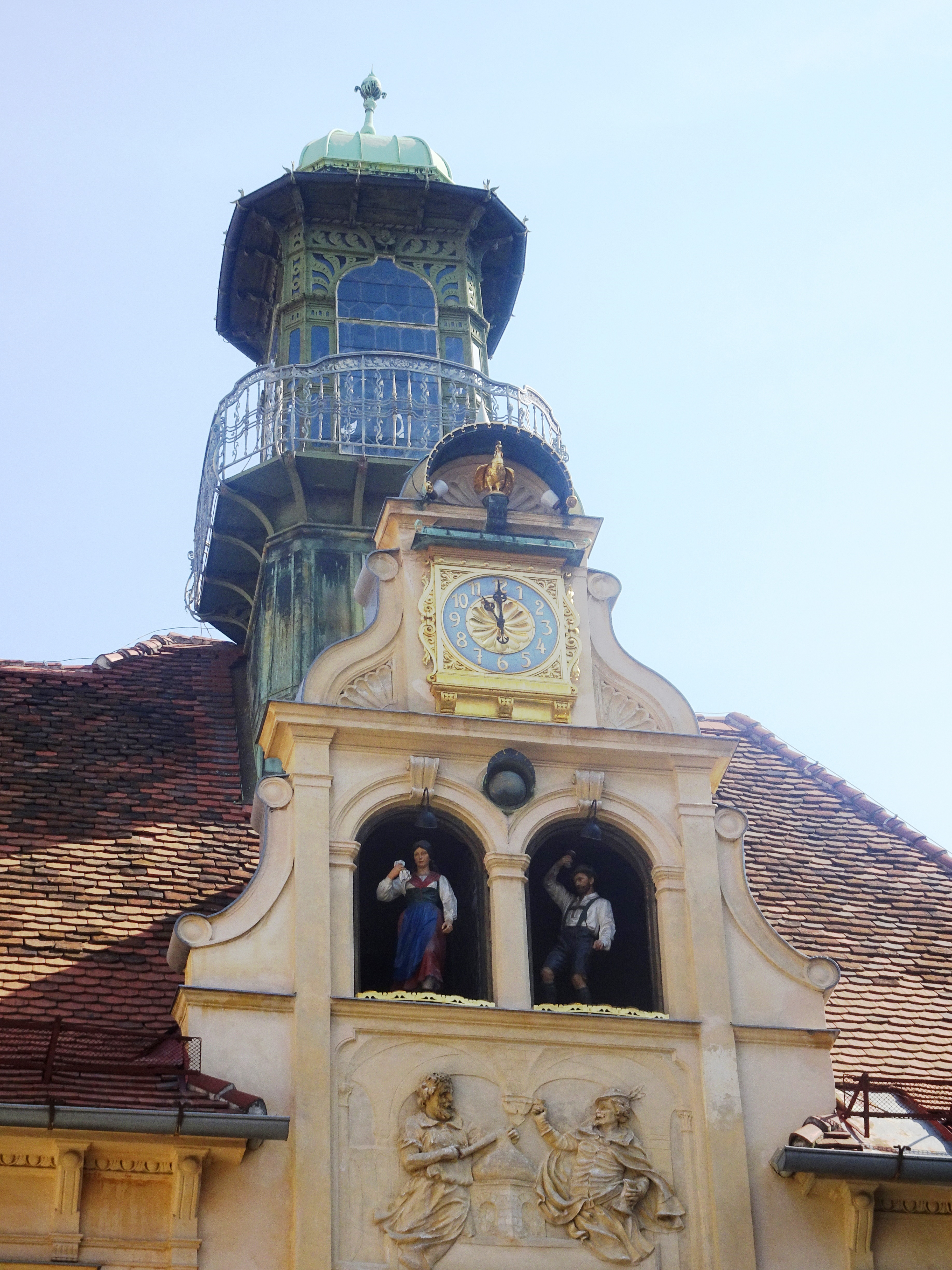
Glockenspiel zvonkohra

## Popis orloje
V každou celou hodinu v 11:00, 15:00 a 18:00 hodin po odbití zvonů se, podobně jako na pražském staroměstském orloji, otevřou dvě okna ve štítu domu a začne představení. V oknech se začnou pohybovat dvě dřevěné malované postavy rakouské hospodyně a hospodáře v krojích. Pocházejí od sochaře Georga Winklera. Nad tančícím párem je umístěna koule indikující fáze měsíce, nad ní hodiny a nakonec zlatý kohout, který na konci představení mává křídly a vydává kokrhání. Hudební skladby zvonkohry byly vždy pravidelně obměňovány; v současnosti se tak děje pětkrát ročně (2022).

## Technologie orloje
Zvonkohra používá 24 zvonů. Původní zvony byly odlity ve slévárně zvonů Hilzer. Nejmenší z nich vážil 5,5 kg a měl průměr 20 cm, největší vážil 176 kg s průměrem 67 cm. Celková hmotnost zvonů byla 1057 kg. Tyto původní zvony byly roztaveny v roce 1943. Dnešní zvony viditelně visí ve střešní věžičce. Hudební mechanismus pod ním pochází od dolnosaského výrobce věžních hodin Eduard Korfhage & Söhne. Skládá se z hodinového stroje, který váží kolem 400 kg, a hracího válečku, který váží kolem 800 kg. Hodinový strojek a hudební mechanismus jsou poháněny závažím, které se už při svém vzniku v roce 1905 automaticky elektricky natahovalo.  Na jednu otáčku hracího válce lze „naprogramovat“ tři hudební skladby s celkovou dobou přehrávání až 8 minut.

## Galerie

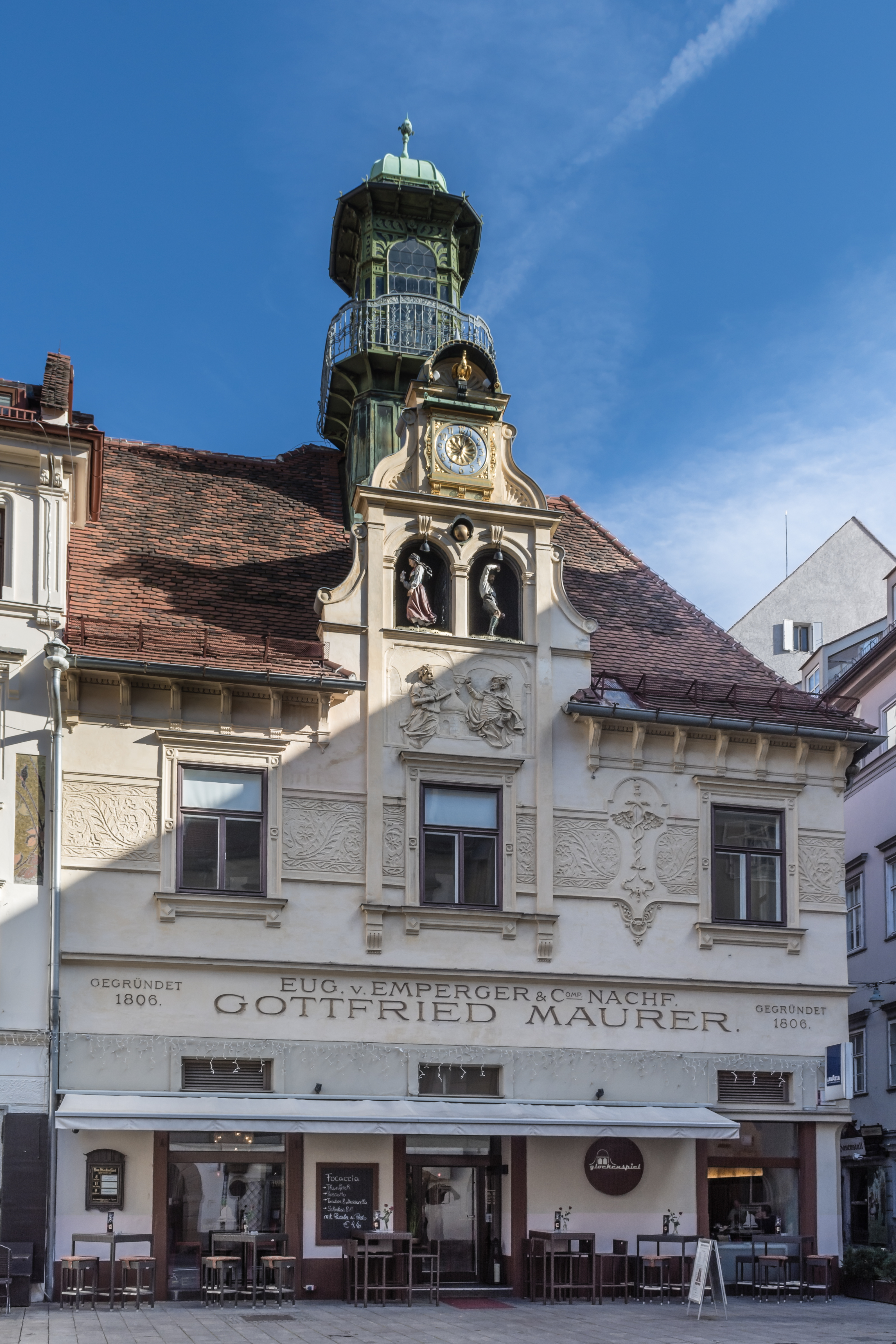
Budova Glockenspielhaus na náměstí Glockenspielplatz
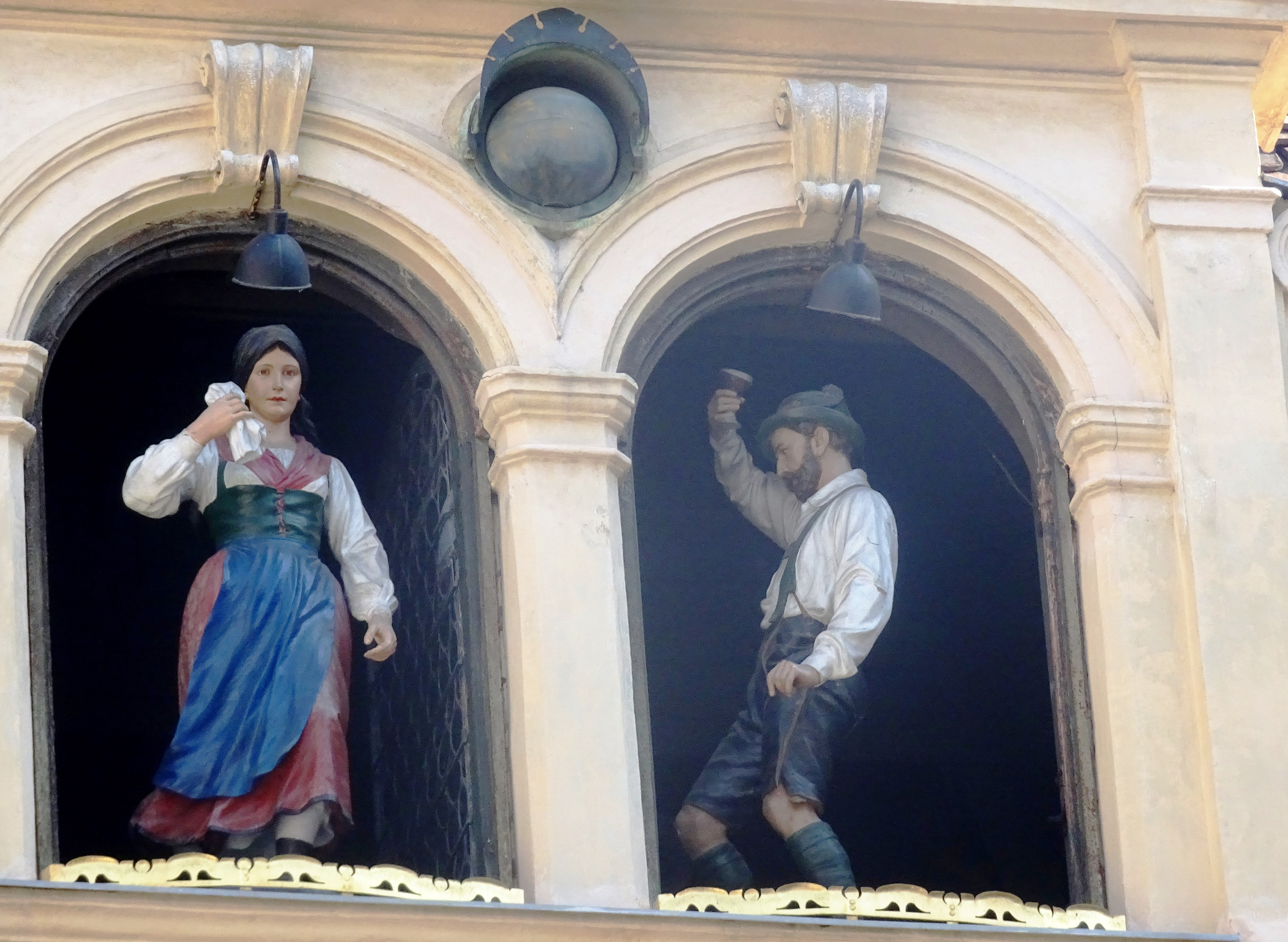
Dřevěné postavy selky a hospodáře
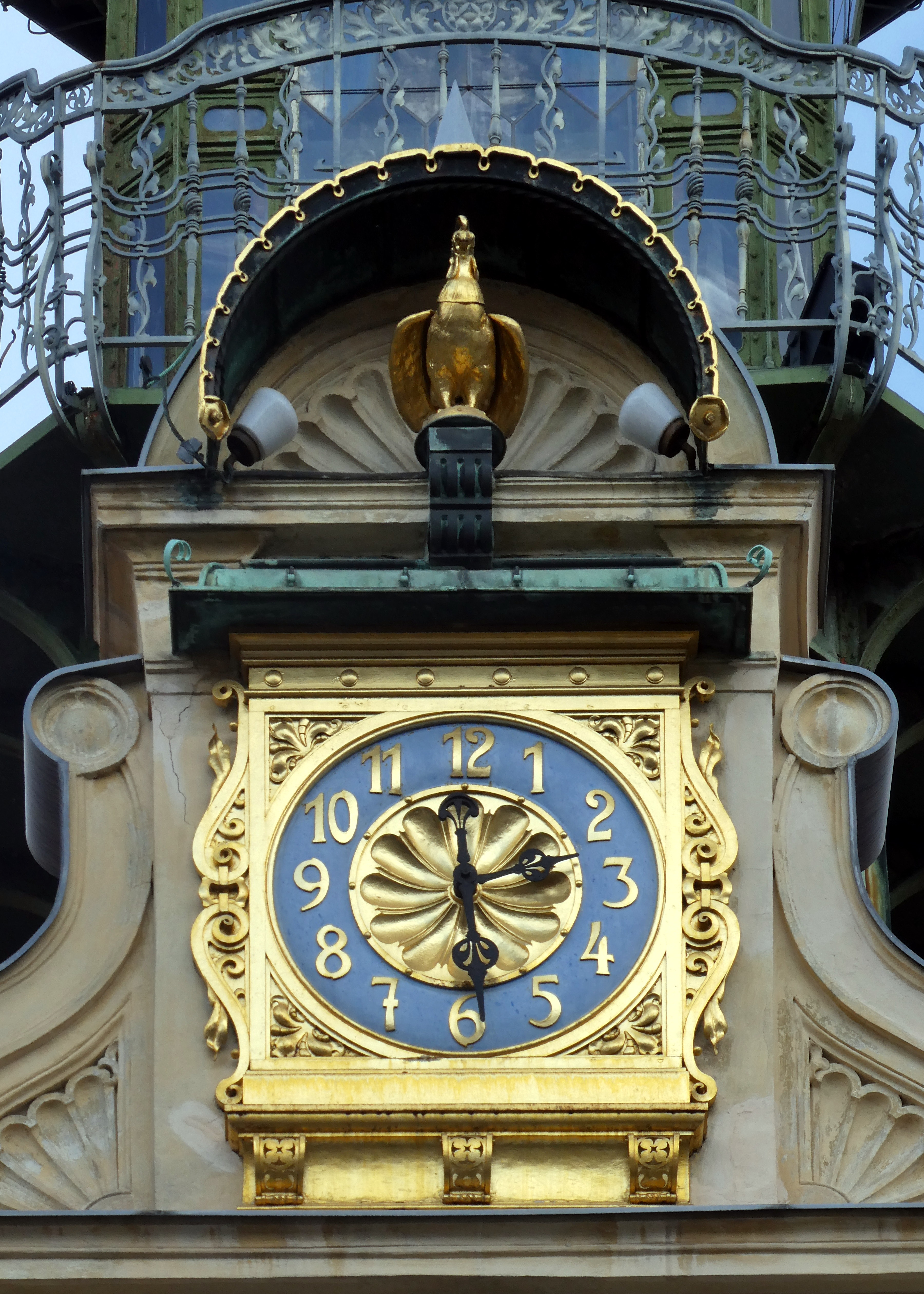
Detail hodin a kohouta
- Video zvonkohry (orloje)